# Chaleurbaai
Chaleurbaai (Engels: Chaleur Bay of Bay of Chaleur; Frans: Baie des Chaleurs) is een zeearm van de Saint Lawrencebaai, gelegen tussen de provincies Quebec en New Brunswick in het oosten van Canada.
Het noordelijke deel grenst aan de zuidelijke kust van het Gaspésie schiereiland. Het zuidelijk deel grenst aan de noordelijke kust van de provincie New Brunswick. De baai heeft een breedte van ongeveer 50 km. In het westen stroomt de rivier Restigouche in de baai. Ook de Nepisiguit mondt in de baai uit.